# Szczelina obok Żabiego
Szczelina obok Żabiego – szczelina obok skały Dzwon w Dolinie Kobylańskiej na Wyżynie Olkuskiej będącej częścią Wyżyny Krakowsko-Częstochowskiej. Znajduje się w granicach wsi Kobylany w województwie małopolskim, w powiecie krakowskim, w gminie Zabierzów.

## Opis obiektu
Jest to niewielki schron na pionowej szczelinie skalnej po prawej stronie skały Żabi Koń. Otwór znajduje się w stromym urwisku na wysokości około 15 m nad dnem doliny. Spąg szczeliny wznosi się stromo, zaś szczelina zwęża się i zamyka.
Szczelina została wytworzona w późnojurajskich wapieniach skalistych. Jest nieco wilgotna i w pełni oświetlona. Na skałach przy otworze rozwijają się mchy, porosty i glony, a wewnątrz są nacieki grzybkowe i mleko wapienne. Spąg przykrywa warstwa ziemi.
Dokumentację i plan sporządził J. Nowak w czerwcu 2003 r.

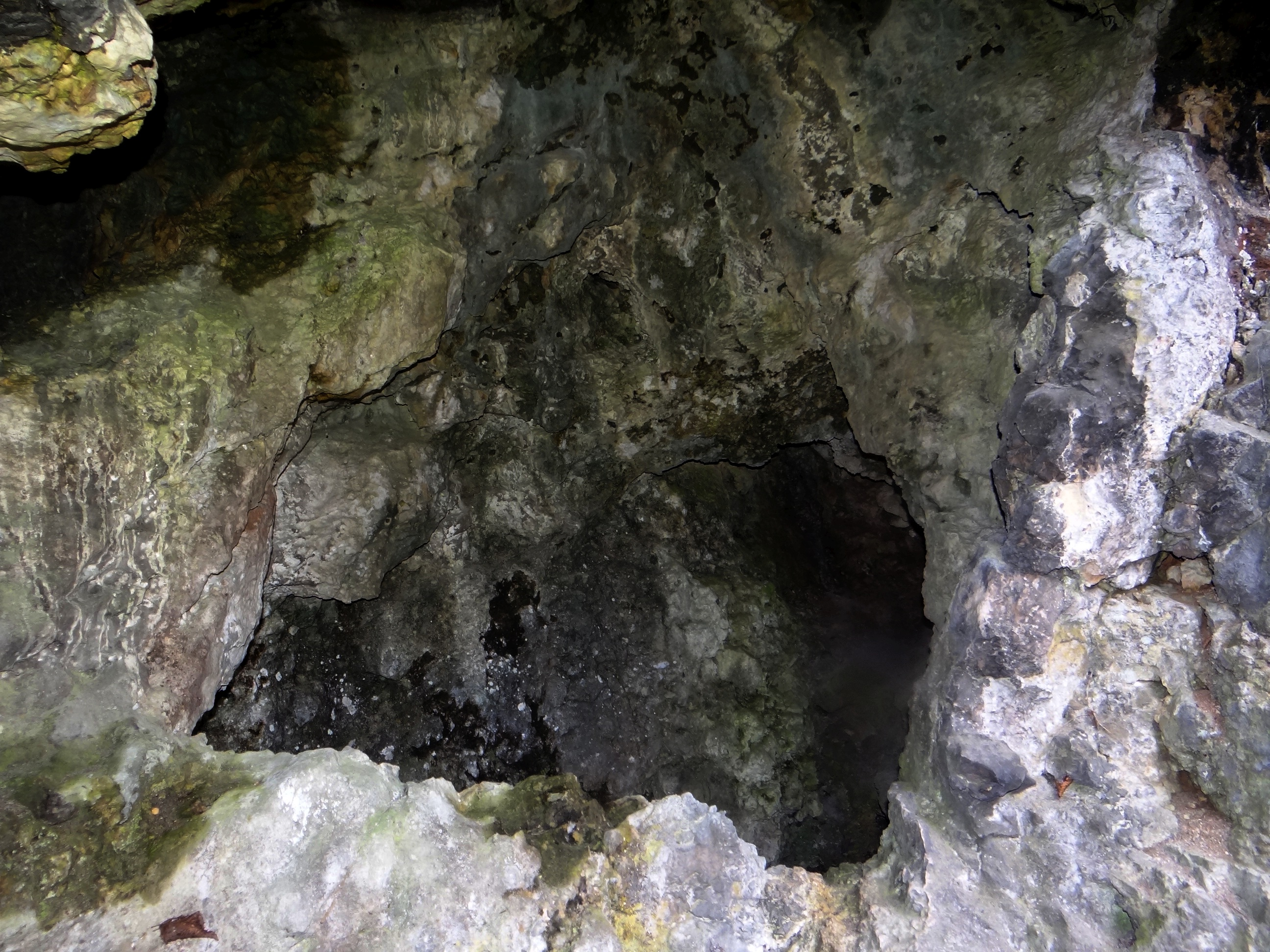